# 雲仙市
雲仙市（うんぜんし）は、長崎県の島原半島西部に位置する市。

## 地理
雲仙の地名は、西暦701年に行基がこの地に開山したとされる「温泉山満明寺」の山号が元となっている。この「温泉」が、かつては「うんぜん」と読まれていたことに由来する。

### 隣接する自治体
- 諫早市
- 島原市（島原半島北東部）
- 南島原市（島原半島南東部）

## 地域

### 人口
| |                                        |  |
| 雲仙市と全国の年齢別人口分布（2005年） | 雲仙市の年齢・男女別人口分布（2005年） |  |
| ■紫色 ― 雲仙市 ■緑色 ― 日本全国 | ■青色 ― 男性 ■赤色 ― 女性              |  |
| 雲仙市（に相当する地域）の人口の推移 \| 1970年（昭和45年） \| 61,901人 \| \| \| 1975年（昭和50年） \| 60,107人 \| \| \| 1980年（昭和55年） \| 58,861人 \| \| \| 1985年（昭和60年） \| 57,380人 \| \| \| 1990年（平成2年） \| 55,408人 \| \| \| 1995年（平成7年） \| 54,048人 \| \| \| 2000年（平成12年） \| 52,230人 \| \| \| 2005年（平成17年） \| 49,998人 \| \| \| 2010年（平成22年） \| 47,245人 \| \| \| 2015年（平成27年） \| 44,115人 \| \| \| 2020年（令和2年） \| 41,096人 \| \| |                                        |  |
| 総務省統計局 国勢調査より |                                        |  |
| 1970年（昭和45年） | 61,901人                               |  |
| 1975年（昭和50年） | 60,107人                               |  |
| 1980年（昭和55年） | 58,861人                               |  |
| 1985年（昭和60年） | 57,380人                               |  |
| 1990年（平成2年） | 55,408人                               |  |
| 1995年（平成7年） | 54,048人                               |  |
| 2000年（平成12年） | 52,230人                               |  |
| 2005年（平成17年） | 49,998人                               |  |
| 2010年（平成22年） | 47,245人                               |  |
| 2015年（平成27年） | 44,115人                               |  |
| 2020年（令和2年） | 41,096人                               |  |

### 地名
雲仙市の地名は□□町○○のように合併前の町名を冠した後に字名が付く。

各町の地名の末尾に付する名は「みょう」と読む。なお、吾妻町と小浜町を除く地域においては名の名称を十干に置き換えて地名を表記する。
住所表記として用いられる地名の他に、行政上の単位で、自治会としても用いられる行政区の所属についても併記する。
旧国見町（くにみちょう）
国見町+旧町村名を冠した十干で表記する。名の名称は現在用いられることは少ないが、行政区名には多く残る。
- 国見町多比良甲（轟木名）

行政区: 轟木、港町、船津東(一部)、高下第3(一部)
- 国見町多比良乙（船津名）

行政区: 船津東(一部)、船津中央、船津西
- 国見町多比良丙（馬場名）

行政区: 馬場第1～2
- 国見町多比良丁（高下名、こうげ）

行政区: 高下第1～3(3の一部除く)、金山(一部)
- 国見町多比良戊（金山名）

行政区: 金山(一部)、魚洗川、百花台、小ヶ倉
- 国見町土黒甲（下原名）

行政区: 北下原東、北下原西、南下原
- 国見町土黒乙（川原田名、かわんた）

行政区: 川原田(一部)
- 国見町土黒丙（尾茂名）

行政区: 尾茂、川原田(一部)
- 国見町土黒丁（今出名）

行政区: 今出
- 国見町土黒戊（篠原名）

行政区: 篠原
- 国見町土黒己（宮田名）

行政区: 宮田
- 国見町土黒庚（八斗木名、はっとぎ）

行政区: 八斗木
- 国見町神代甲（西里名）

行政区: 西里、上古賀(一部)
- 国見町神代乙（川北名）

行政区: 川西、川東
- 国見町神代丙（神代名）

行政区: 下古賀、小路
- 国見町神代丁（上古賀名）

行政区: 上古賀(一部)
- 国見町神代戊（片田名）

行政区: 上里、片田、向町
- 国見町神代己（東里名）

行政区: 東里、上古賀(一部)
- 国見町神代庚（楠高名）

行政区: 楠高
- 国見町神代辛（山ノ上名）

行政区: 山ノ上
旧瑞穂町（みずほちょう）
瑞穂町+旧村名を冠した十干で表記する。名の名称は現在用いられることは少ないが、行政区名には多く残る。
- 瑞穂町西郷甲（栗林名）

行政区: 栗林
- 瑞穂町西郷乙（馬場名）

行政区: 東(一部)
- 瑞穂町西郷丙（古賀口名）

行政区: 東(一部)
- 瑞穂町西郷丁（木場名）

行政区: 岩戸、西岩戸(一部)
- 瑞穂町西郷戊（杉峰名）

行政区: 河内、杉峰、西岩戸(一部)
- 瑞穂町西郷己（古江名）

行政区: 古江
- 瑞穂町西郷庚（船津名）

行政区: 船津(一部)
- 瑞穂町西郷辛（伊古名）

行政区: 伊古、船津(一部)
- 瑞穂町伊福甲（大川名）

行政区: 大川
- 瑞穂町伊福乙（高田名）

行政区: 横田、高田、桑田
- 瑞穂町古部甲（岡名）

行政区: 岡
- 瑞穂町古部乙（夏峰名）

行政区: 夏峰
旧吾妻町（あづまちょう）

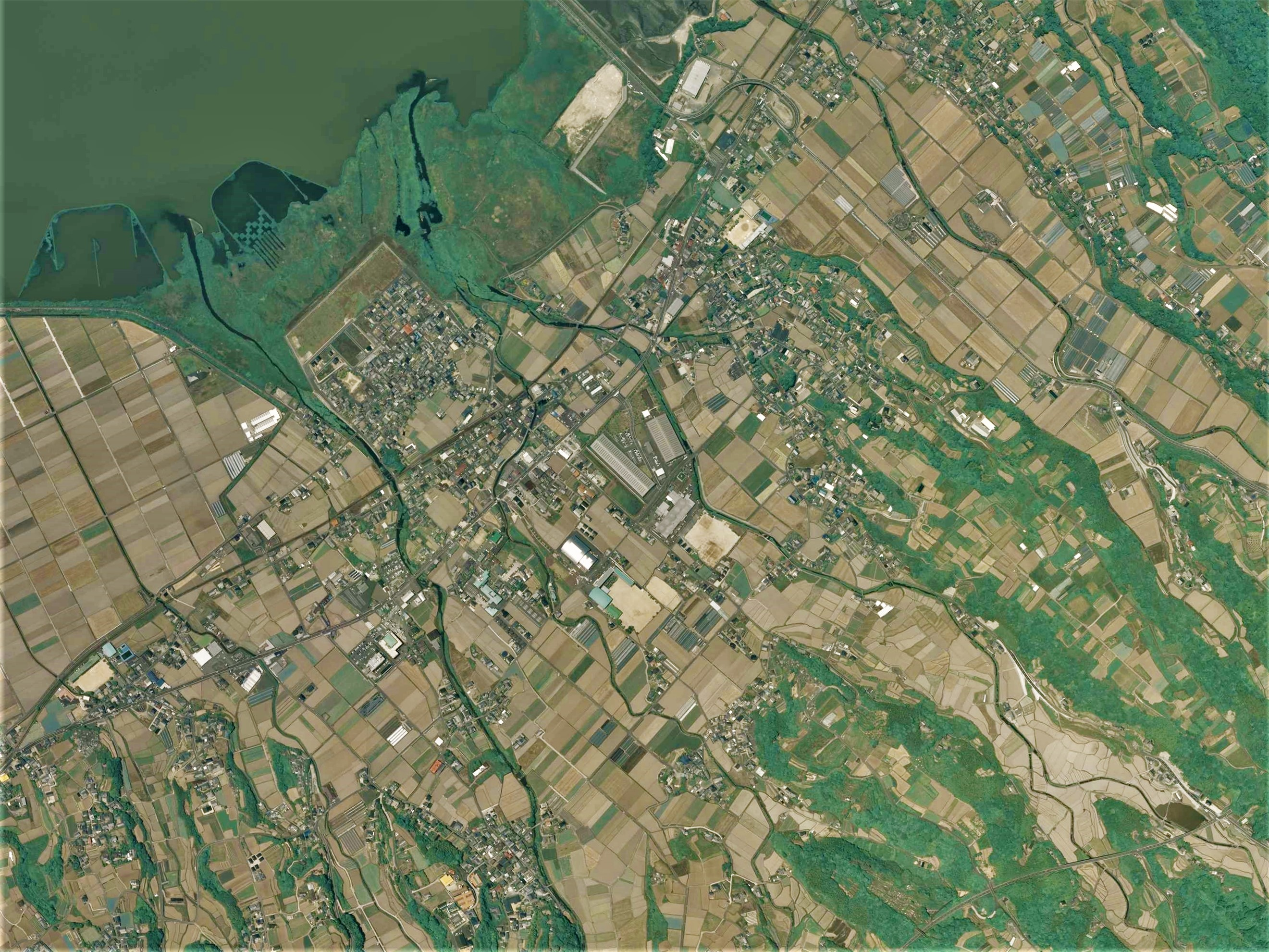
市役所が所在する旧吾妻町中心部周辺の空中写真。
2013年5月24日撮影の2枚を合成作成。。

吾妻町+名の名称で表記する。吾妻町は3村が合併（山田村、三室村、守山村※三室村は明治22年に守山村と合併）した自治体だが、大字および旧村名は使用しない。
- 吾妻町牛口名（山田村 - 甲）

行政区: 牛口東、牛口3～4、山田馬場(一部)
- 吾妻町馬場名（山田村 - 乙）

行政区: 山田馬場(一部)、永中(一部)
- 吾妻町栗林名（山田村 - 丙）

行政区: 栗林、山田原、柿田(一部)
- 吾妻町布江名（山田村 - 丁）

行政区:布江、柿田(一部)、黒仁田(一部)
- 吾妻町川床名（山田村 - 戊）

行政区: 川床、牧ノ内、黒仁田(一部)
- 吾妻町永中名（山田村 - 己、えいちゅう）

行政区: 永中(一部)、河内、吹ノ原
- 吾妻町阿母名（山田村 - 庚、あぼ）

行政区: 大熊1～2、中阿母、阿母崎1～2
- 吾妻町本村名（守山村 - 甲）

行政区: 三室1～3
- 吾妻町木場名（守山村 - 乙）

行政区: 岩戸、三室4
- 吾妻町平江名（守山村 - 丙）

行政区: 平木場、西光寺、田内川
- 吾妻町古城名（守山村 - 丁）

行政区: 古庄、守山馬場、萩ノ本
- 吾妻町田之平名（守山村 - 戊）

行政区: 田之平
- 吾妻町大木場名（守山村 - 己）

行政区: 大木場、横田、田川原
新城は所属地区が不明。
旧愛野町（あいのちょう）
愛野町+十干で表記する。大字名は現在用いられることは少ない。愛野町では大字を十干に置き換える。名は設置していない。
- 愛野町甲（野井）

行政区: 新崎、川端、舟津、迫、順手、東、本町、本下、平和、八幡、原、有明(一部)、境ノ尾(一部)
- 愛野町乙（愛津）

行政区: 新町、小無田、寺ノ尾、玉垣、浜口、サン・コーポラス、幸町、田端、中島、桜山、山沢、中野、浜、有明(一部)、境ノ尾(一部)
旧千々石町（ちぢわちょう）
千々石町+十干で表記する。名の名称は現在用いられることは少ない。大字なし。
- 千々石町甲（北舟津名）

行政区:下石田、瀬々尾、中島、上町、中町、北元江、八ヶ島、
- 千々石町乙（南舟津名）

行政区: 犬丸、南元江、日ノ田、須ノ崎、金屋、釜
- 千々石町丙（下峰名）

行政区: 上塩浜、下塩浜、塩屋、島、平和、大迫
- 千々石町丁（上峰名）

行政区: 峯、中尾、河内、岡東、吾妻1～2、平畑、野取(一部)
- 千々石町戊（野田名）

行政区: 上石田、上山頭、下山頭、寺ノ元、下狩場、上野田
- 千々石町己（小倉名）

行政区: 神ノ下、森馬、白津、野取(一部)
- 千々石町庚（木場名）

行政区: 桂ノ迫、飯岳、高野、西中組、東中組、己ノ鍔、白新田、下岳、上岳
旧小浜町（おばまちょう）
小浜町+名の名称で表記する。末尾の「名」の文字を削除している。小浜町は2町村が合併した自治体だが、旧村名を冠称していない。また、2町村での合併時に一部改称した地名もある。
- 小浜町富津（小浜町 - 甲 / 富津名）

行政区: 木津、西小浦、東小浦、加美、日見、殿川
- 小浜町北野（小浜町 - 乙 / 北野名）

行政区: 下山領、上山領、北村、北野
- 小浜町北本町（小浜町 - 丙 / 北本村名）

行政区: 平松、羽毛合、少路、朝日山、東中、西中、宮ノ丁、田之中、刈水、北湯ノ崎、南湯ノ崎、新湯ノ崎
- 小浜町南本町（小浜町 - 丁 / 南本村名）

行政区: 山ノ上、小浜病院、脇浜、上脇、新町、道前、びん串(鬢串)
- 小浜町北木指（小浜町 - 戊 / 下木指名）

行政区: 日当、上須賀、中須賀、下須賀、小田崎、林ノ内、蔭平
- 小浜町南木指（小浜町 - 己 / 上木指名）

行政区: 目付石、浜口、小田山
- 小浜町雲仙（小浜町 - 庚 / 温泉名（うんぜん））

行政区: 小地獄、新湯、寺ノ馬場、古湯、別所
- 小浜町金浜（北串山村 - 甲 / 金浜名）

行政区: 浜、野中
- 小浜町木場（北串山村 - 乙 / 木場名）

行政区: 下木場、上木場、大木場
- 小浜町大亀（北串山村 - 丙 / 大亀名）[3]

行政区: 大亀
- 小浜町山畑（北串山村 - 丁 / 山畑名）

行政区: 小野河内、上区、中区、下区、原区、茂尾
- 小浜町飛子（北串山村 - 戊 / 飛子名）

行政区: 菜切、清水、上方、浜方、影平、上光手、下光手
- 小浜町マリーナ（平成初期、南・北本町の一部より分立）

行政区: マリーナ
旧南串山町（みなみくしやまちょう）
南串山町+十干で表記する。名の名称は現在用いられることは少ない。大字なし。
- 南串山町甲（荒牧名）

行政区: 鬼池、白頭、板引、門山、樫峰、加例川、井手ノ上
- 南串山町乙（尾登名、おのぼり）

行政区: 内原、上大良、妙見、椎木川、新山
- 南串山町丙（京泊名）

行政区: 溜水、上木場、西浜、水ノ浦、田ノ平、塚ノ山、中ノ場、坂上奥、谷間川、小竹木

## 歴史

### 行政区域の変遷
- 1889年（明治22年）4月1日 町村制施行により、南高来郡のうち現在の市域にあたる以下の村が発足。（）は合併を行った村。それ以外は単独村制。
  - 多比良村・土黒村・神代村・古部村・伊福村・西郷村（←伊古村・西郷村）・守山村（←三室村・守山村）・山田村・愛野村（←愛津村・野井村）・千々石村・小浜村・北串山村・南串山村
- 1924年（大正14年）4月1日 -【町制施行】小浜村→小浜町
- 1926年（大正15年）7月1日 -【新設合併】古部村・伊福村→大正村
- 1928年（昭和3年）11月1日 -【町制施行】千々石村→千々石町
- 1937年（昭和12年）2月11日 -【町制施行】多比良村→多比良町
- 1949年（昭和24年）8月1日 -【町制施行】愛野村→愛野町
- 1954年（昭和29年）4月1日 -【新設合併】守山村・山田村→吾妻村
- 1955年（昭和30年）2月1日 -【新設合併】小浜町・北串山村→小浜町
- 1956年（昭和31年）9月1日 -【新設合併】多比良町・土黒村→国見町
- 1956年（昭和31年）9月25日 -【新設合併】大正村・西郷村→瑞穂村
- 1957年（昭和32年）3月22日 -【編入】神代村→国見町
- 1963年（昭和38年）4月1日 - 【町制施行】吾妻村→吾妻町
- 1969年（昭和44年）4月1日 - 【町制施行】瑞穂村→瑞穂町、南串山村→南串山町
- 2005年（平成17年）10月11日 - 国見町・瑞穂町・吾妻町・愛野町・千々石町・小浜町・南串山町が新設合併し市制施行、雲仙市が発足。

## 行政

### 市長
- 金澤秀三郎（4期目[4]）
- 任期：2025年（令和7年）1月13日 - 2029年（令和11）1月12日
  - 副市長：松橋秀明[5]（任期：2022年（令和4年）5月2日 - 2026年（令和8年）5月1日）

#### 歴代市長
首長の代数（歴代）の数え方は何種類もあるが、本節では a, b を添える形で書き分けながら解説する。表示欄では「代a」「代b」という名で2種類を記載した。a は就任のあるたびにカウントする方式に基づく代数であり、b は同一人物による連続就任をカウントしない方式に基づく代数である。a の方式を採っているは、八王子市、弘前市、浜松市など、b の方式を採っているのは、京都市、大垣市などであるが、a と b の違いを認識しないまま単純に比較すると誤解が生まれる。雲仙市がどちらの方式を採っているかは未確認である。なお、返り咲きがあろうとも同一人物を1カウントとする方式もあるが、現状、雲仙市は該当しない。
| 代a | 代b | 氏名       | 就任年月日                 | 退任年月日                 | 備考                                                                      |
| --- | --- | ---------- | -------------------------- | -------------------------- | ------------------------------------------------------------------------- |
| -   | -   | 松浦末利   | 2005年（平成17年）10月11日 | 2005年（平成17年）11月20日 | 市長職務執行者・旧愛野町長                                                |
| 1   | 1   | 奥村愼太郎 | 2005年（平成17年）11月20日 | 2009年（平成21年）11月19日 | 第1回市長選挙で当選し、当日就任。                                         |
| 2   | 1   | 奥村愼太郎 | 2009年（平成21年）11月20日 | 2012年（平成24年）11月29日 | 衆院選出馬ため辞職。                                                      |
| 3   | 2   | 金澤秀三郎 | 2013年（平成25年）1月13日  | 2017年（平成29年）1月12日  | 2013年（平成25年）1月13日、52歳で初当選。無所属、自由民主党・公明党推薦。 |
| 4   | 2   | 金澤秀三郎 | 2017年（平成29年）1月13日  | 2021年（令和3年）1月12日   | 2016年（平成28年）12月25日再選。                                          |
| 5   | 2   | 金澤秀三郎 | 2021年（令和3年）1月13日   | 2025年（令和7年）1月12日   | 2020年（令和2年）12月20日再選。                                           |
| 6   | 2   | 金澤秀三郎 | 2025年（令和7年）1月13日   | （ 現 職 ）                | 2024年（令和6年）12月22日再選。                                           |

### 市役所等

#### 市役所
- 本庁 - 雲仙市吾妻町牛口名714番地に所在。旧吾妻町役場。
- 総合支所 - 6カ所あり（国見総合支所、瑞穂総合支所、愛野総合支所、千々石総合支所、小浜総合支所、南串山総合支所）。
- 出張所 - 1カ所あり（雲仙出張所）

#### 税務署
- 島原税務署（島原市）

#### 他の市民サービス施設

##### 図書館
- 雲仙市図書館
- 瑞穂町公民館図書室
- 吾妻町ふるさと会館図書室
- 愛野町公民館図書室

- 千々石町公民館図書館
- 小浜町文化館図書室
- 南串山町公民館図書室

##### スポーツ施設等
- 長崎県立百花台公園（国見）---サッカー場、ソフトボール場、テニスコートなどがある。
- 長崎県立千々石少年自然の家

- 国見体育館
- 瑞穂体育館
- 吾妻体育館
- 千々石体育館
- 小浜体育館
- 国見武道館

- 吾妻武道場
- 愛野武道場
- 瑞穂弓道場
- 小浜弓道場
- 千々石相撲場

### 警察
- 雲仙警察署

### 消防・防災・救急救命
- 県央地域広域市町村圏組合
  - 小浜消防署---千々石、小浜、南串山
    - 小浜消防署愛野分署---愛野、吾妻
      - 雲仙分駐署
- 島原地域広域市町村圏組合
  - 島原消防署北分署---国見、瑞穂

### 姉妹都市・提携都市
日本国外
- 大韓民国求禮郡（クレぐん） - 2007年（平成19年）締結。

日本国内
- 「愛のまち」交流（旧愛野町との交流であったが、合併後も交流が続けられている）
  - 北海道上川郡愛別町
  - 神奈川県愛甲郡愛川町
  - 愛知県愛西市 - 2014年に愛別町より交流を呼びかけられた
  - 滋賀県愛知郡愛荘町 - 2014年に愛別町より交流を呼びかけられた
  - 滋賀県東近江市（旧愛東町）
  - 愛媛県南宇和郡愛南町 - 2014年に愛別町より交流を呼びかけられた

## 政府所管法人

### 国立研究開発法人
- 農業・食品産業技術総合研究機構（農研機構）管理本部（藤本・大わし管理部雲仙農場事業場）[8]
- 農研機構種苗管理センター雲仙農場

## 議会

### 市議会
- 定数：19[9]
- 任期：2021年11月19日
- 2006年6月22日、市議会は雲仙市議会議員の政治倫理条例案を、全会一致で可決した。

### 県議会
- 長崎県議会  - 雲仙市選挙区。定数2。

### 衆議院選挙区
- 任期 ： 2017年（平成29年）10月22日 - 2021年（令和3年）10月21日（「第48回衆議院議員総選挙」参照）

| 選挙区                                                                                        | 議員名   | 党派名     | 当選回数 | 備考   |
| --------------------------------------------------------------------------------------------- | -------- | ---------- | -------- | ------ |
| 長崎県第2区（雲仙市、長崎市（旧琴海町・外海町域）、島原市、諫早市、南島原市、長与町、時津町） | 加藤寛治 | 自由民主党 | 3        | 選挙区 |

## 医療
- 公立小浜温泉病院（雲仙・南島原保健組合）
- 愛野記念病院

## 郵便事業
- 郵便局 - 全部で16局
  - 集配局6局
    - 小浜郵便局、瑞穂郵便局、吾妻郵便局、国見郵便局、千々石郵便局、南串山郵便局

  - 無集配局6局
    - 愛野郵便局、小浜富津郵便局、北串山郵便局、雲仙郵便局、神代郵便局、吾妻大熊郵便局

  - 簡易郵便局4局
    - 山畑簡易郵便局、山ノ上簡易郵便局、金山簡易郵便局、千々石木場簡易郵便局

## 金融
- ゆうちょ銀行
- 十八親和銀行 - 小浜支店、南串山出張所、愛野支店、吾妻支店、瑞穂支店、国見支店、国見中央支店、千々石支店
- 島原雲仙農業協同組合（JAバンク）-多比良支所、土黒支所、神代支所、瑞穂支所、愛野支所、千々石支所、おばま支所、南串支所
- 橘湾東部漁業協同組合（JFマリンバンク）

## 経済

### 産業

#### 農業
- 野菜・果物・穀物 - ジャガイモ、玉葱、レタス、いちご、米（棚田米）

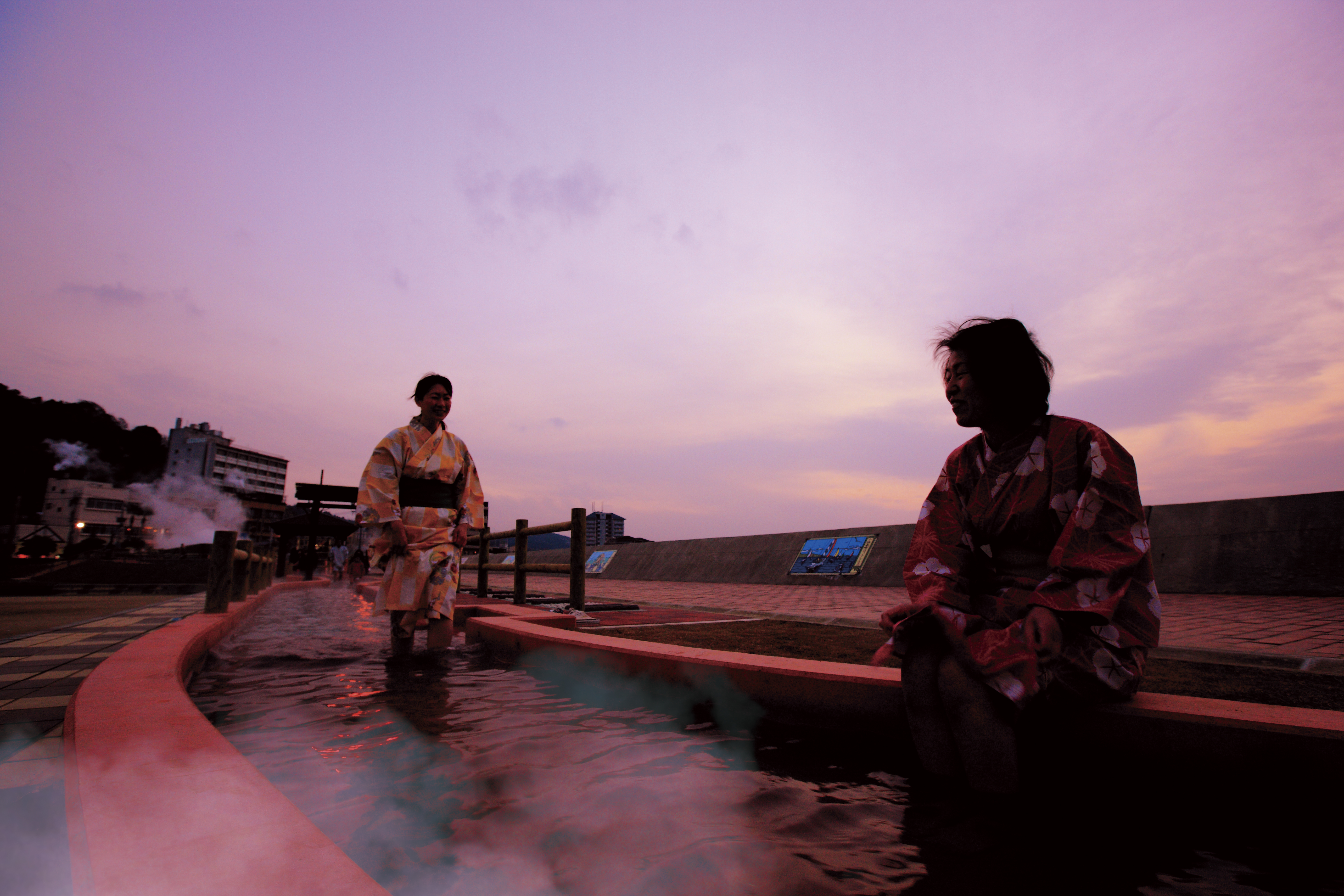
小浜温泉ほっとふっと105

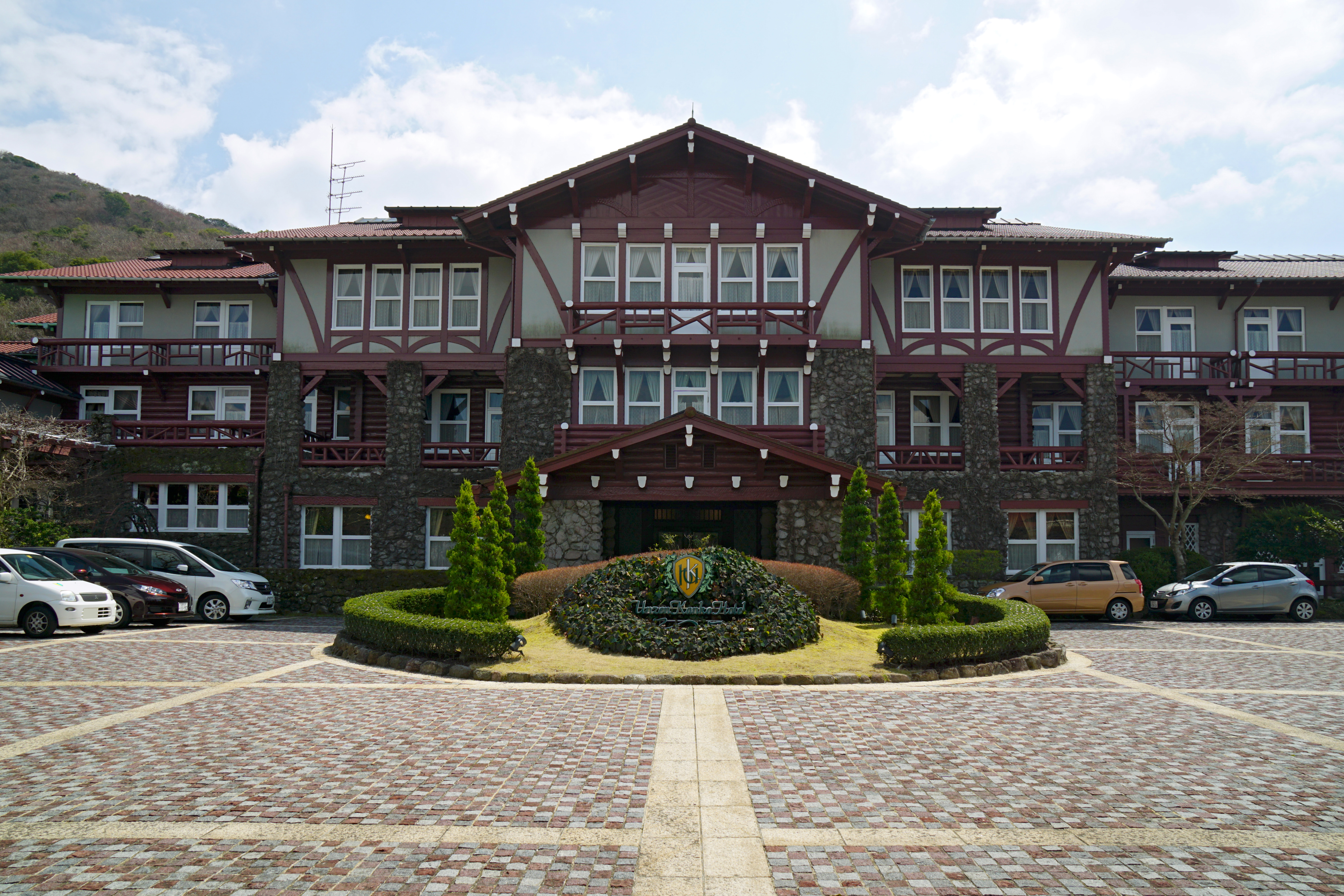
雲仙観光ホテル

- 畜産 - 雲仙牛

#### 漁業
- 北部（国見、瑞穂、吾妻）は有明海に、南部（愛野、千々石、小浜、南串山）は橘湾に面していて、漁業が盛んである。
  - エタリ（カタクチイワシ）、たいらガネ（蟹）
  - 水産加工品 - 国見かまぼこ、銀だれのいりこ、あおさ、干しえび、エタリの塩辛

#### 観光業
- 温泉
  - 小浜温泉
  - 雲仙温泉
- 海水浴場、キャンプ場、ゴルフ場
- 雲仙天草国立公園
- 島原半島ジオパーク

#### 風力発電所
- 愛野風力発電所

## 教育

### 高等学校
- 長崎県立国見高等学校
- 長崎県立小浜高等学校

### 中学校
- 雲仙市立愛野中学校
- 雲仙市立国見中学校
- 雲仙市立瑞穂中学校
- 雲仙市立吾妻中学校
- 雲仙市立千々石中学校
- 雲仙市立小浜中学校
- 雲仙市立南串中学校

### 小学校
- 雲仙市立愛野小学校
- 雲仙市立多比良小学校
- 雲仙市立土黒小学校
- 雲仙市立八斗木小学校
- 雲仙市立神代小学校
- 雲仙市立西郷小学校
- 雲仙市立大正小学校
- 雲仙市立川床小学校
- 雲仙市立大塚小学校
- 雲仙市立鶴田小学校
- 雲仙市立千々石第一小学校
- 雲仙市立千々石第二小学校（2026年閉校予定）
- 雲仙市立小浜小学校
- 雲仙市立北串小学校
- 雲仙市立南串第一小学校
- 雲仙市立南串第二小学校

### 幼稚園
幼稚園はすべて私立である。
- うせん辻幼稚園（学校法人みどり学園）
- 小さき花の幼稚園（学校法人日向学院）

#### 特別支援学校
- 長崎県立島原特別支援学校南串山分教室（旧南串山養護学校、旧島原養護学校南串山分校）

### 保育所等

#### 認定こども園
- くにみこども園（学校法人国見学園 くにみ幼稚園 / 社会福祉法人国見愛育会 たいら保育園）
- 小浜こども園（社会福祉法人 小浜会 / 小浜幼稚園・小浜保育園）

#### 保育園
- 土黒保育所
- あさひ保育園
- 八斗木保育園
- 神代保育所
- 中央保育園
- 円福寺保育園

- 岩戸保育園
- 洗心保育園
- 正覚寺保育園
- 大福寺保育園
- あそか保育園
- 和光幼児園
- 愛野保育園

- すぎのこ保育園
- どんぐり保育園
- なかよし保育園
- 木場へき地保育所
- あすなろ保育園
- 雲仙保育園
- 恵燈保育園

- 北串保育園
- 飛子保育園
- 富津保育園
- 八幡保育園
- 串山保育園
- 南串保育園

## 交通

### 航空路線
最寄り空港は長崎空港

### 鉄道路線
- 島原鉄道線 ---愛野駅 - 阿母崎駅 - 吾妻駅 - 古部駅 - 大正駅 - 西郷駅 - 神代駅 - 多比良駅
- 索道 ---雲仙ロープウェイ
- 中心となる駅：吾妻駅

### バス路線
路線バス
- 島鉄バス
- 県営バス - 以前は幾つもの定期路線を運行していたが、現在は長崎市行き特急バス1路線のみ。他は上記の島鉄バスに移譲し、営業所閉鎖の上、島原半島から撤退した。
- チョイソコうんぜん - AIを活用した予約制乗合送迎サービス。
- 仁田峠乗合タクシー -雲仙観光協会が平成観光タクシーに依頼して運行している。

高速バス
- 島原号：福岡市・高速基山 - 川端・多比良駅前

### 道路
高速道路
- 最寄りインターチェンジは長崎自動車道-諫早IC。

一般国道
- 国道57号
- 国道251号
- 国道389号

主要地方道
- 長崎県道58号愛野島原線
- 長崎県道30号小浜北有馬線

### 海上路線
- 有明フェリー -多比良港 - 長洲港（熊本県玉名郡長洲町）

## 名所旧跡・行事等

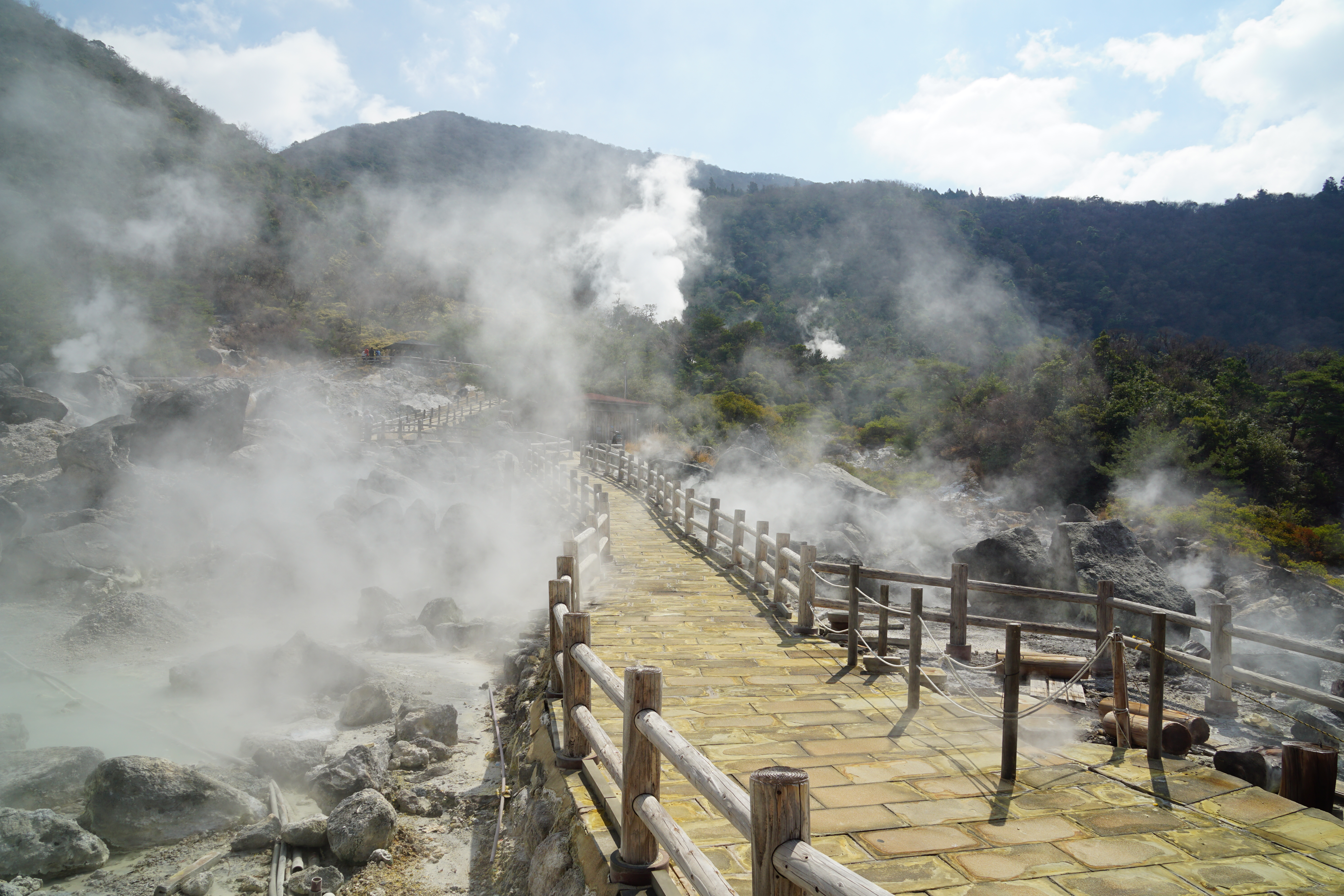
雲仙の地獄

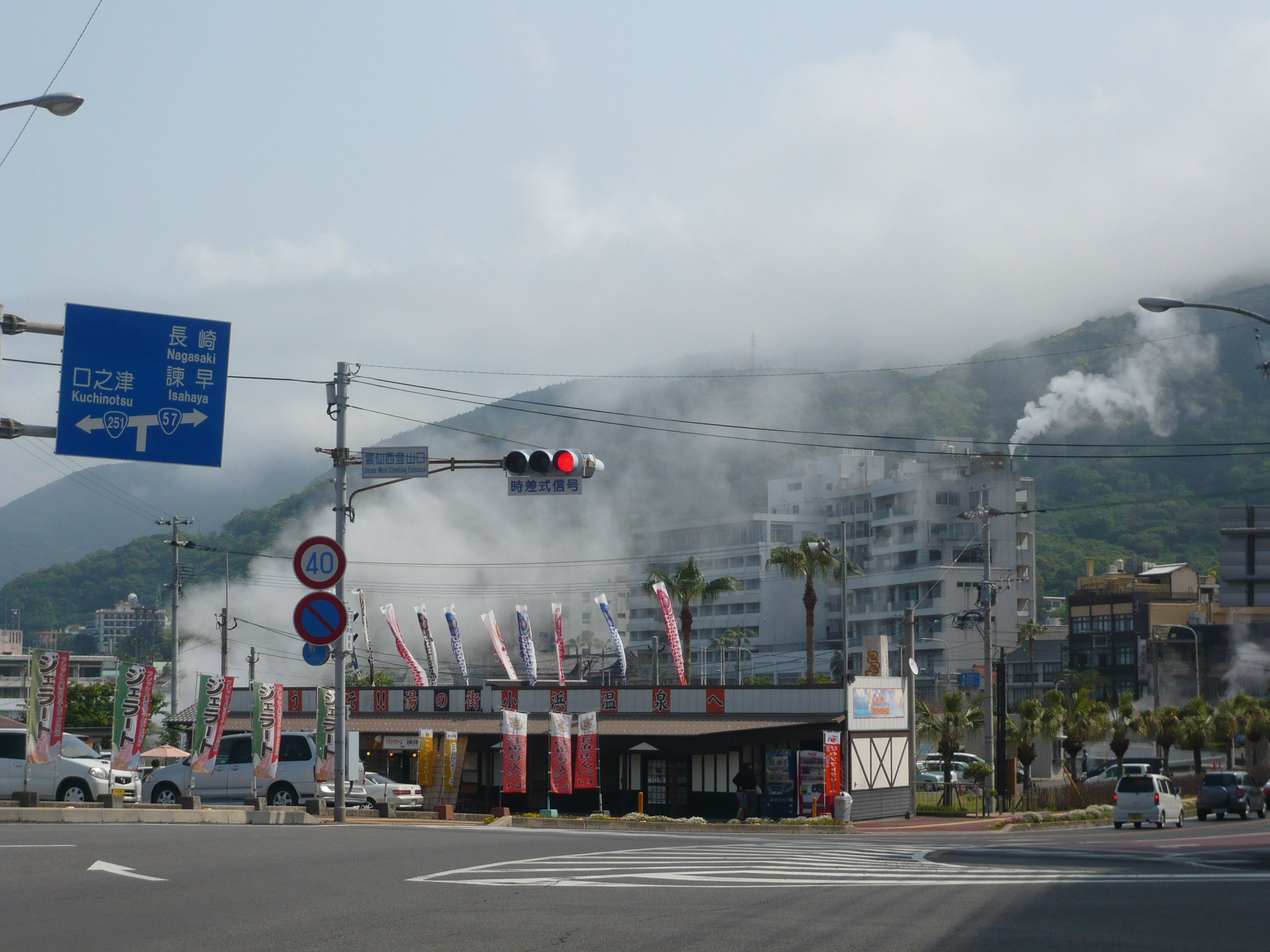
小浜温泉

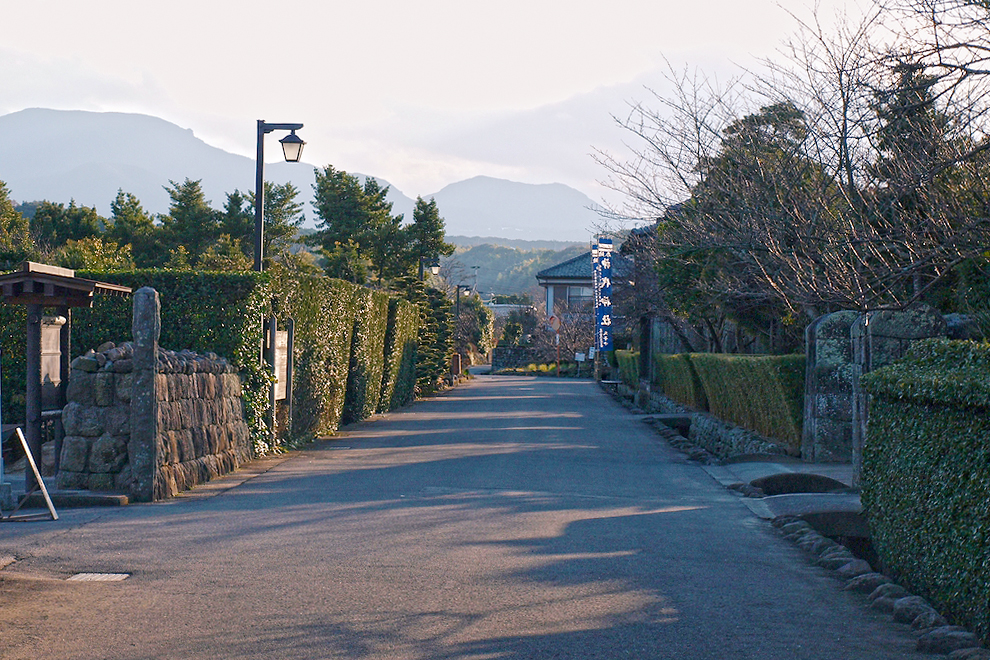
神代小路／重要伝統的建造物群保存地区

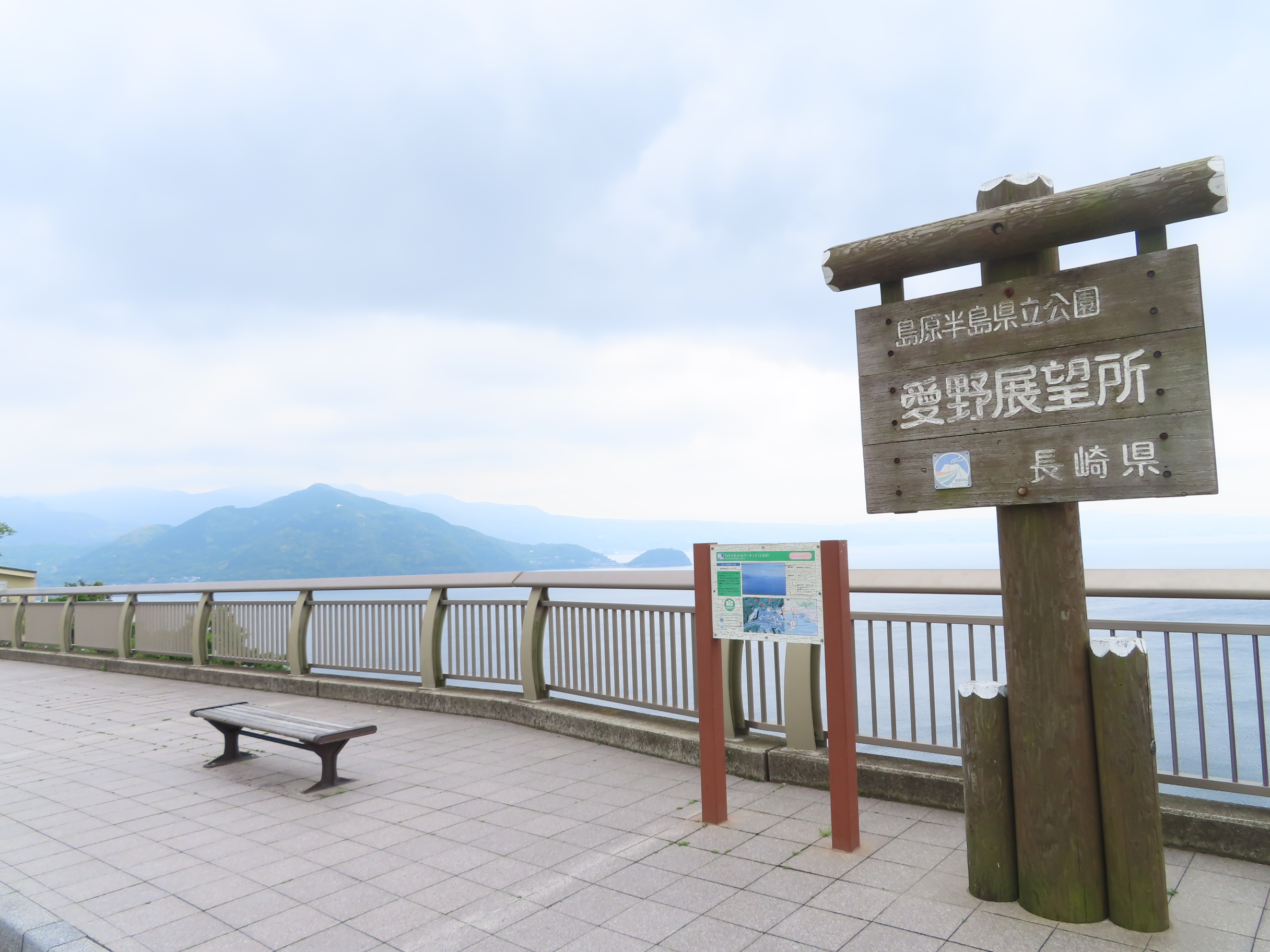
愛野展望所

### 名所旧跡等
- 雲仙天草国立公園
- 雲仙岳
- 仁田峠
- 仁田峠循環自動車道路
- 雲仙温泉
  - 古湯温泉
  - 新湯温泉
  - 小地獄温泉
  - 地獄めぐり
- 小浜温泉
- 愛野展望所
- 神代小路 - 重要伝統的建造物群保存地区。旧国見町域に所在。■右列に画像あり。
  - 国見神代小路歴史文化公園鍋島邸
- 山王自然公園
- 千々石海岸 - 「日本の白砂青松100選」の一つ。
- 橘神社
- 釜蓋城跡
- 国崎半島

### 行事等
- 国見町サッカーフェスティバル
- パラグライダー千々石カップ - 7月開催。
- 鳥刺し踊り - 九尺褌で踊る。

## 地域にゆかりのある著名人

### 出身著名人

#### 安土桃山時代以前の生まれ
- 千々石氏の人々 - 肥前国高来郡千々石村に築いた釜蓋城（現在所在地：長崎県雲仙市千々石町己小倉名字城山）を本拠とした、中世近世端境期の豪族。島原を本貫、日野江城を本拠とする肥前有馬氏から分家した千々石家初代当主・直員は別として、子孫の多くは釜蓋城の出身と言える。
  - 千々石ミゲル（千々石紀員） - 永禄12年頃（1569年頃、戦国時代末期）の生まれ。直員の子。武士。外交官（天正遣欧少年使節正使）。キリシタン。

#### 江戸時代の生まれ
- 釧雲泉 - 宝暦9年（1759年、江戸時代中期）、肥前国高来郡千々石村野田名（幕藩体制下の島原藩知行千々石村野田名。現：長崎県雲仙市戊野田名）の生まれ。武士（島原藩士）。絵師（南画家）。
- 4代目 玉垣額之助 - 天明4年（1784年）、肥前国高来郡（現：長崎県雲仙市）の生まれ。大相撲力士（大関）。
- 植木元太郎 - 安政4年8月2日（1857年9月19日、幕末）、肥前国高来郡多比良村（幕藩体制下の島原藩知行多比良村。現：長崎県雲仙市国見町多比良）の生まれ。商人、実業家（島原鉄道初代社長等）。政治家（島原市初代市長等）。
- 橘周太 - 慶応元年9月15日（1865年11月3日）、肥前国高来郡千々石村（先述と同じ）の生まれ。明治時代の軍人（陸軍中佐。日露戦争の軍神「橘周太陸軍中佐」）。1940年（昭和15年）には祭神として祀る橘神社が生誕地にて創建された。
- 村岡伊平治 - 慶応3年10月10日（1867年11月5日）、肥前国高来郡南串山村（現：雲仙市南串山町）の生まれ。女衒。実業家（遊廓経営者）。

#### 明治生まれ
- 志波安一郎 - 1873年（明治6年）9月20日、長崎県高来郡の神代東村（こうじろひがしむら）か神代西村（こうじろにしむら）[10]（現：雲仙市神代）の生まれ。政治家（衆議院議員）。
- 栗原玉葉 - 1883年（明治16年）4月19日、南高来郡山田村馬場（現：雲仙市吾妻町）の生まれ。画家（日本画家）。
- 松永東 - 1887年（明治20年）10月15日、南高来郡北串山村（現：雲仙市小浜町飛子）の生まれ。政治家（衆議院議長、文部大臣等）。
- 馬場元治 - 1902年（明治35年）12月21日、南高来郡南串山村（現：雲仙市南串山町）の生まれ。政治家（建設大臣等）。弁護士。
- 宮崎輝 - 1909年（明治42年）4月19日、南高来郡山田村（現：雲仙市吾妻町）の生まれ。実業家（旭化成社長等）。
- 籠山京 - 1910年（明治43年）11月15日、南高来郡小浜村雲仙（現：雲仙市小浜町）の生まれ。衛生学者。

#### 昭和生まれ
- 松永光 - 1928年（昭和3年）11月23日、南高来郡南串山村（現：雲仙市南串山町）の生まれ。政治家（文部大臣、通商産業大臣、大蔵大臣等）。
- 太田一也 - 1934年（昭和9年）12月14日、南高来郡の多比良町か土黒村（ひじくろむら）[11]（のちの国見町。現：雲仙市国見町）の生まれ。火山学者・地質学者。
- 柘植末利 - 1946年（昭和21年）、南高来郡小浜町雲仙（現：雲仙市小浜町雲仙）の生まれ。料理人（プリンスホテル総料理長等）。
- 白山宣之 - 1952年（昭和27年）8月25日、南高来郡の守山村か山田村（のちの吾妻村、現：雲仙市吾妻町）生まれ、東京都目黒区育ち。漫画家。
- 松尾剛次 - 1954年（昭和29年）2月14日、南高来郡愛野村（現：雲仙市愛野町）の生まれ。歴史学者（日本中世史学者、仏教史学者）。
- 植田史生 - 生年不詳。南高来郡小浜村雲仙（現：雲仙市小浜町）の生まれ。剣道家。スポーツ科学者。古い時期の記録としては、1976年（昭和51年）の早慶戦で優秀選手に選出されており、これを基に、生年は1950年代後半と推定する。
- 渡辺秀吉 - 1958年（昭和33年）10月6日、南高来郡吾妻町（現：雲仙市吾妻町）の生まれ。歌手。
- 金澤秀三郎 - 1960年（昭和35年）11月24日、南高来郡小浜町（現：雲仙市小浜町）の生まれ。実業家。政治家（雲仙市長等）。
- 織田央 - 1963年（昭和38年）3月3日、雲仙市出身。農林水産技官。林野庁次長。
- 荒井崇博 - 1978年 (昭和53年) 4月3日、雲仙市で生まれ育つ。競輪選手。
- 宮崎久 - 1981年（昭和56年）3月19日、南高来郡南串山町（現：雲仙市南串山町）の生まれ。陸上競技選手（短距離走選手）。南串中学校出身者。
- 福島政則 - 1983年（昭和58年）2月17日、南高来郡南串山町（現：雲仙市南串山町）の生まれ。バレーボール選手（Vプレミアリーグ所属）。南串中学校出身者。
- 徳永悠平 - 1983年（昭和58年）9月25日、南高来郡国見町土黒（現：雲仙市国見町土黒）の生まれ。元サッカー選手（元Jリーグ所属）。土黒小学校・国見中学校・国見高校出身者。
- 渡辺舞 - 1983年（昭和58年）10月24日、南高来郡国見町（現：雲仙市国見町）の生まれ。アナウンサー。
- 渡邉大剛 - 1984年（昭和59年）12月3日、南高来郡国見町多比良（現：雲仙市国見町多比良）の生まれ。元サッカー選手（元Jリーグ所属）。
- 渡邉千真 - 1986年（昭和61年）8月10日、南高来郡国見町多比良（現：雲仙市国見町多比良）の生まれ。サッカー選手（Jリーグ所属）。
- 渡邉三城 - 1987年（昭和62年）9月6日、南高来郡国見町多比良（現：雲仙市国見町多比良）の生まれ。元サッカー選手（元Jリーグ所属）。

#### 平成生まれ
- 土田瑞起 - 1990年（平成2年）1月1日、南高来郡千々石町（現：雲仙市千々石町）の生まれ。元プロ野球選手（元NPB所属）。
- 松田大河 - 1991年（平成3年）11月26日、雲仙市生まれ。元アナウンサー。2015年（平成27年）にNIB長崎国際テレビに入社、2021年（令和3年）に退社

- 田中大貴 (バスケットボール) -1991年（平成3年）9月3日、雲仙市生まれ。 プロバスケットボール選手。 B.LEAGUE・サンロッカーズ渋谷に所属している。元日本代表。

### 地域にゆかりのある異邦人等
- 平田敬一郎 - 1908年（明治41年）9月5日生まれ。母親の実家の所在地は南高来郡の古部村・伊福村・西郷村のいずれか[12]（のちの瑞穂村域。現：雲仙市瑞穂町）で、その家が生家である場合に限り、当地域の出身者と言える[13]。官僚（大蔵省官僚、大蔵省事務次官、日本開発銀行総裁等）。
- 国見高校（長崎県立国見高等学校）出身のサッカー選手 - 全国から優秀な選手が集まるサッカー強豪校として長い歴史があり、サッカー部出身者には著名な人物が多い。なお、地域出身者としては徳永悠平と渡邉3兄弟（渡邉大剛・千真・三城）がいる。
- 佐田の富士哲博 - 1984年（昭和59年）、南高来郡加津佐町（現：南島原市加津佐町）生まれ。元大相撲力士。小浜高校の出身。
- 諫誠章道 - 1989年（平成元年）8月25日、長崎県諫早市生まれ。大相撲力士。南串第二小学校の出身。